# 10416 Kottler
10416 Kottler (1998 VA32) là một tiểu hành tinh bay qua Sao Hỏa được phát hiện ngày 14 tháng 11 năm 1998 bởi Nhóm nghiên cứu tiểu hành tinh gần Trái Đất phòng thí nghiệm Lincoln ở Socorro. Tiểu hành tinh được đặt tên theo tên của Herbert Kottler.